# Kanonenbohrer

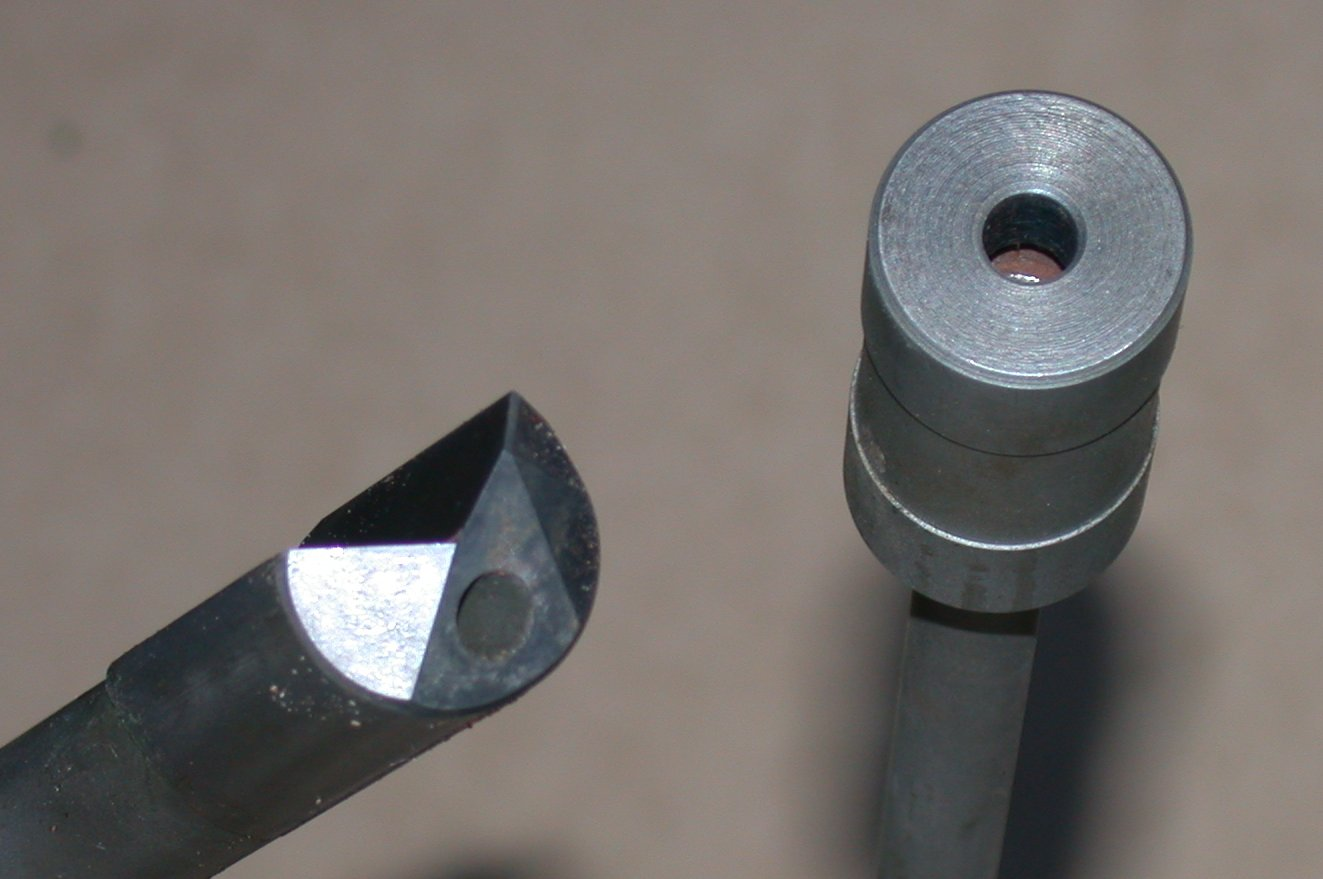
Kühlmittelöffnung in der Spitze und im Schaft eines Kanonenbohrers

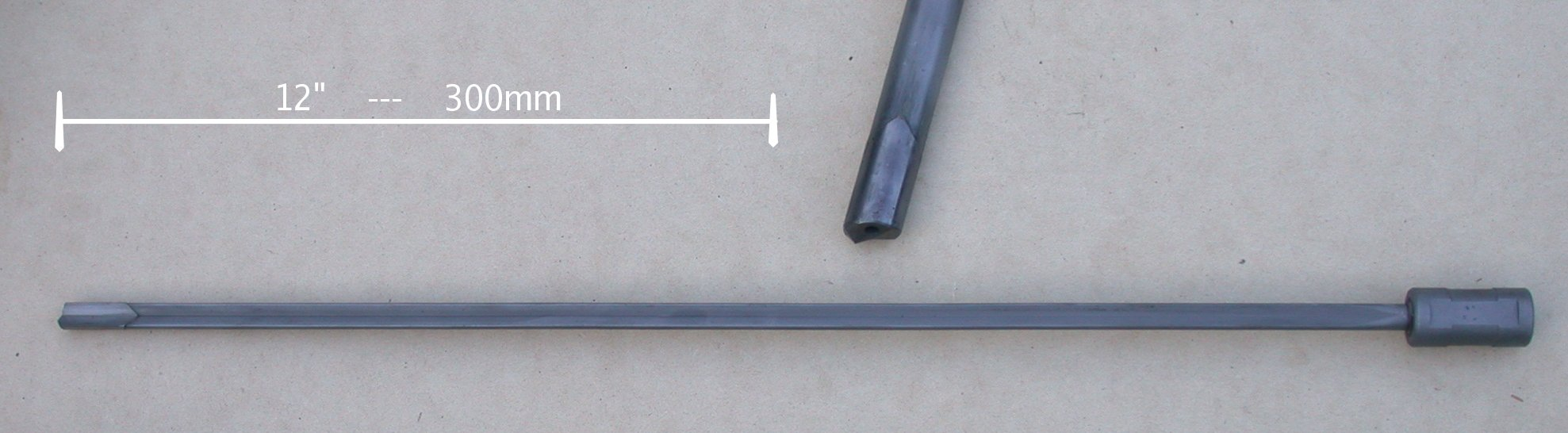
Ein 12×640 mm Kanonenbohrer und die Spitze eines 25 mm Kanonenbohrers.

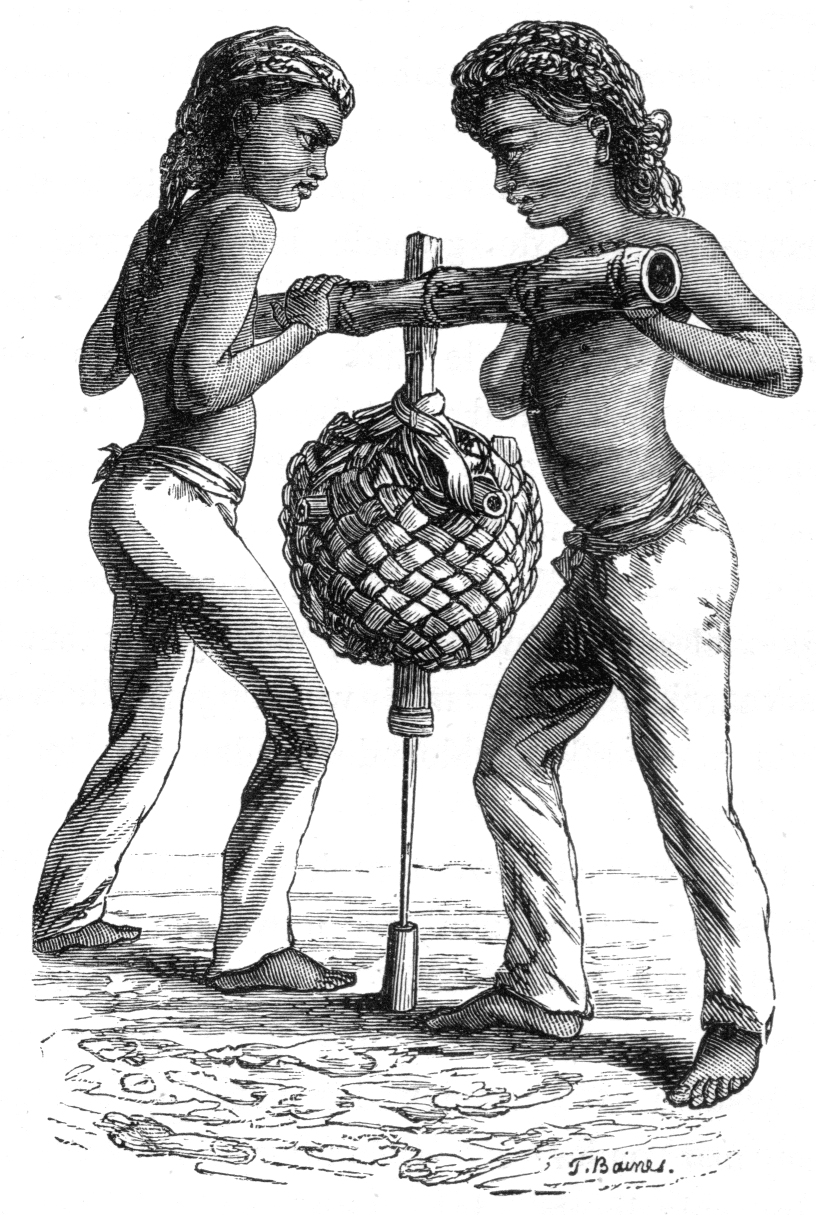
Bohren eines Gewehrlaufs in Lombok, Indonesien um 1860: Der zentrale Holzstab ist unten hohl. Dort wird als Bohrer ein vierkantiges Schneideisen aus gehärtetem Stahl eingesteckt. Ein eiserner Ring klemmt das Schneideisen im Ende des Stabs fest. Der Gewehrlauf steckt senkrecht im Erdboden. Der Bambusstab mit quadratischem Loch in der Mitte wird auf den Holzstab gesteckt und dient als Griff, um die Bohrvorrichtung zu drehen. Der runde Korb ist mit Steinen gefüllt und beschleunigt den Bohrvorgang durch sein Gewicht.

Ein Kanonenbohrer oder Einlippentiefbohrer ist ein Werkzeug der spanenden Bearbeitung, mit dem zylindrisch passgenaue Bohrungen hergestellt werden. 

## Geschichte
Kanonenbohrer sind aus der frühen Geschichte der Produktionstechnik bekannt und entstanden mit dem Fortschritt zur Fertigung in der Waffentechnik. Wirkung und Arbeitsweisen wurden im späten 18. Jahrhundert erstmals wissenschaftlich untersucht. Count Rumford aka Benjamin Thompson veröffentlichte dazu seine Untersuchungen im Münchener Arsenal 1798. Mit der Verbreitung von Dampfmaschinen im frühen 19. Jahrhundert wurde einerseits der Einsatz von Kanonenbohrern begünstigt, anderseits konnten derartige Bohrer auch zur Fertigung von Dampfmaschinenzylindern gebraucht werden.

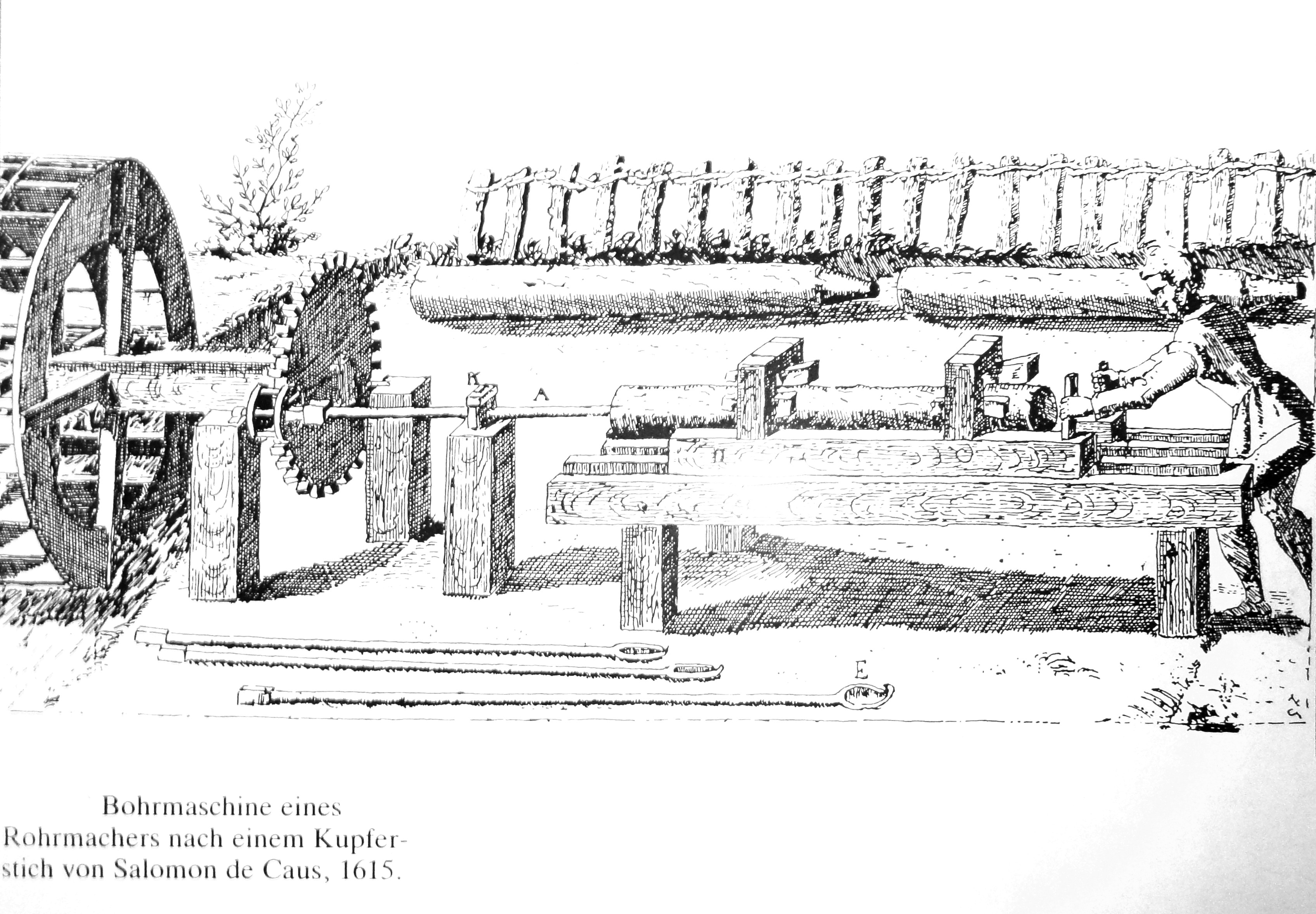
Kanonenbohrer, 1615 Salomon de Caus
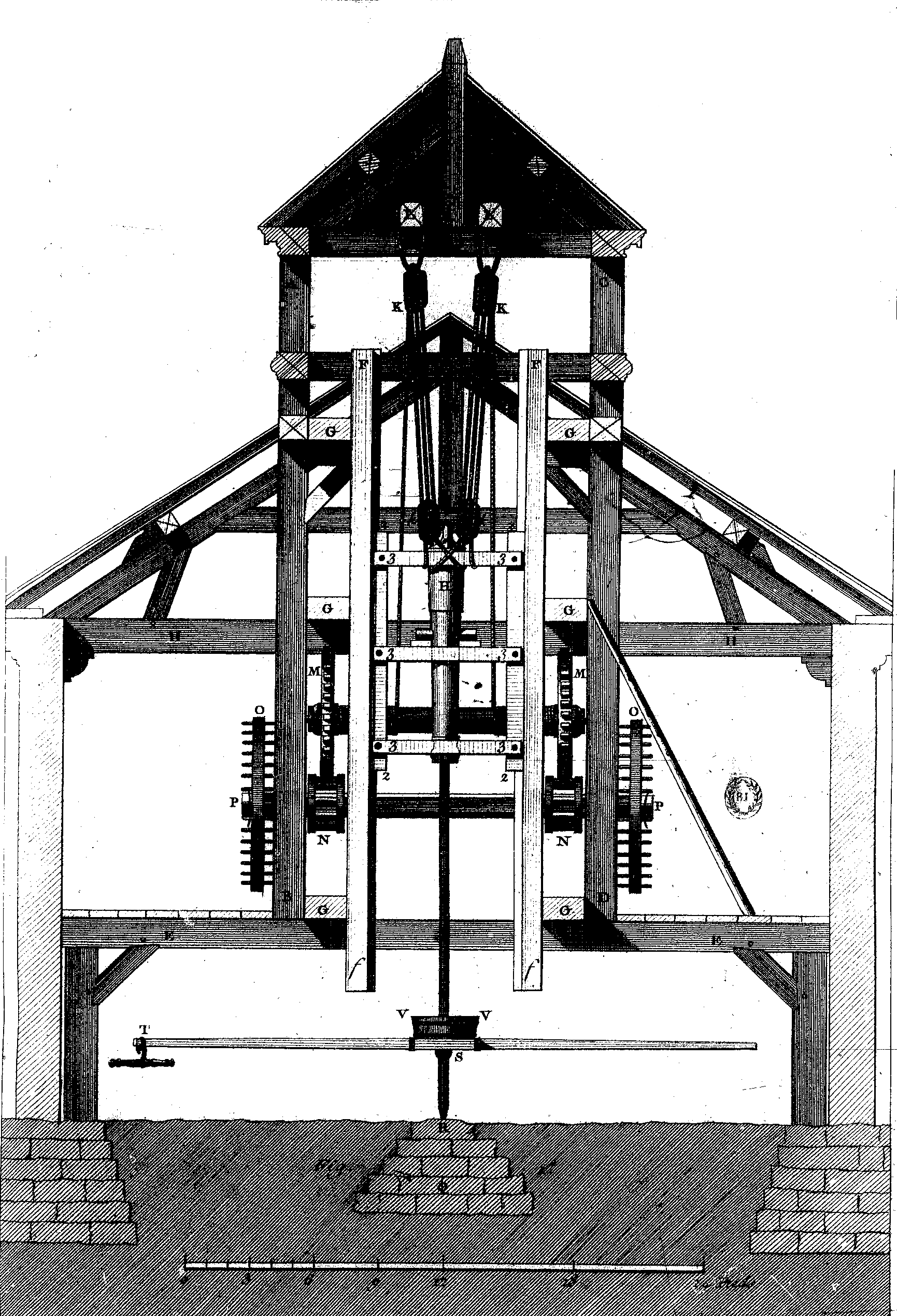
Kanonenbohrwerk, 1767 Enzyklopädie Diderot
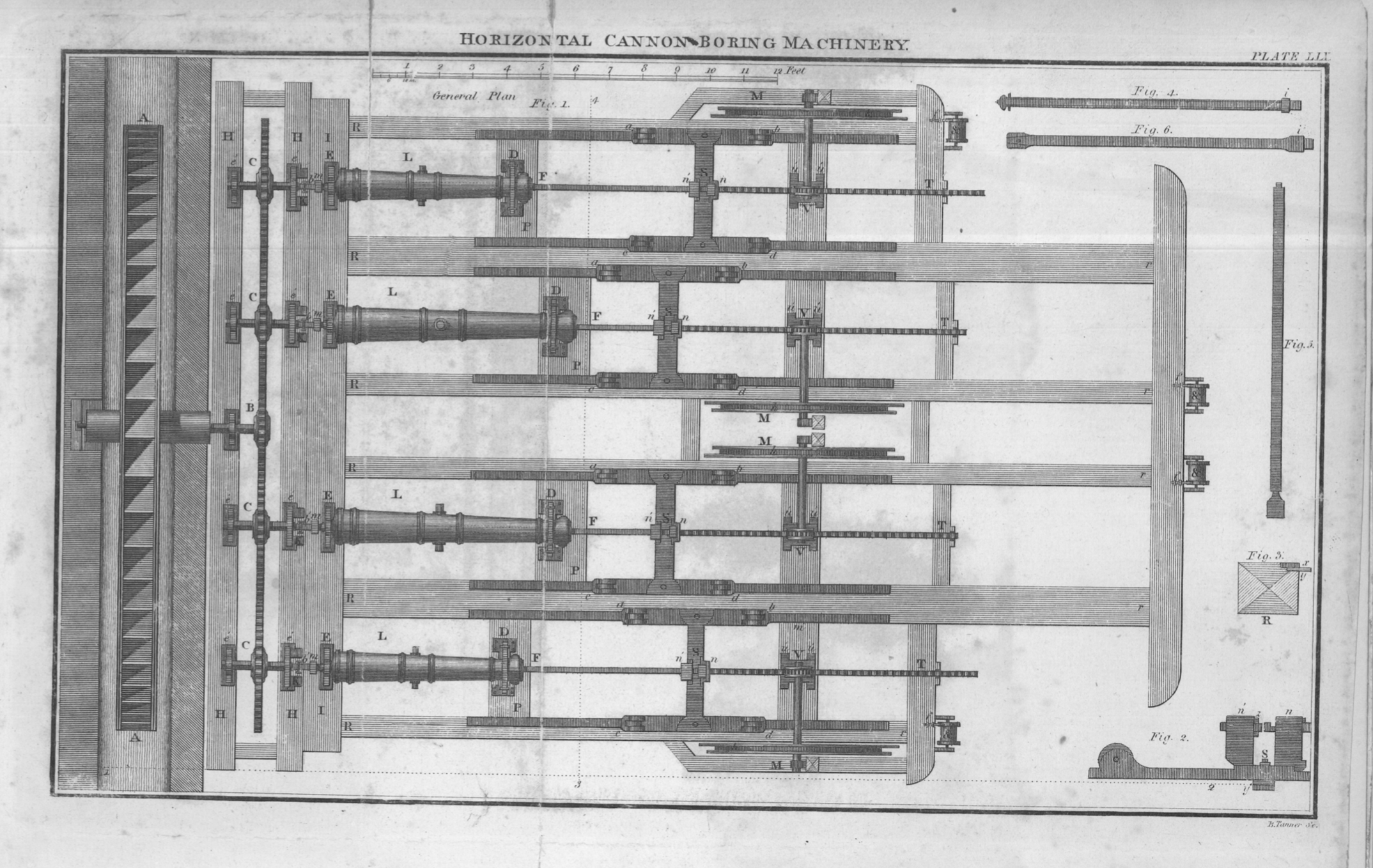
Kanonenbohrer in Parallelfertigung, 1813 Louis De Tousad
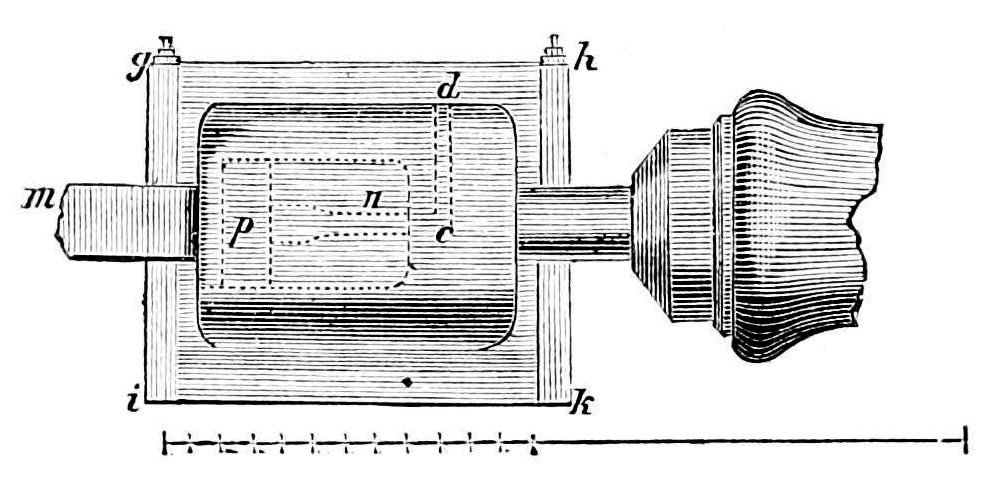
Kanonenbohrer für die Mündung, 1877

## Beschreibung
Der Kanonenbohrer ermöglicht es, sehr tiefe Bohrungen (Verhältnis Tiefe zu Durchmesser bis größer als 250) mit sehr geringer Auswanderung der Lochachse und hoher Oberflächenqualität herzustellen – Anforderungen, wie sie insbesondere bei der Herstellung von Läufen für Schusswaffen auftreten –, daher der Name.
Er ist eine spezielle Form des Tiefbohrers (siehe Tieflochbohren, Bohrer).
Er hat nur eine Schneide, die senkrecht von der Achse nach außen verläuft, d. h. genau entlang des Radius des Querschnittskreises.
Wegen dieser asymmetrischen Lage der Schneide muss ein Teil der Schneidkraft von der Bohrlochwand aufgenommen werden. Deshalb muss man einige Durchmesser mit einem anderen Bohrer vorbohren. Die Bohrung wird über den ganzen Querschnitt geschnitten – es gibt nicht wie beim Spiralbohrer einen zentralen Bereich, in dem das Material stumpf verdrängt wird.
Im einfachsten Falle ist der Kanonenbohrer ein Zylinder, der vorn zwei bis drei Durchmesser auf Halbkreisquerschnitt abgefräst ist; die eine Hälfte der Stirnfläche wird zurückgeschliffen, die andere so abgeschrägt, dass der Radius zu einer Schneide wird. Das Bohren damit muss öfter unterbrochen werden, um die Späne auszuspülen.
Kanonenbohrer können spiralförmige oder zentrale Kanäle besitzen, um Kühlmittel zu- und Späne abzuführen.
Sie können – wie andere Bohrer auch – Schneiden aus speziellem Stahl oder Schneidkeramik besitzen, die ihnen längere Standzeiten verschaffen.
Der Kanonenbohrer wird in der zahnärztlichen Implantologie zur Bohrung des Lagers für das Zahnimplantat verwendet. Er gibt der Bohrung den letzten „Feinschliff“, nachdem zuvor die Knochenkavität mit Pilot- und Vorbohrern vorbereitet wurde.